# إمبيرور فوشيمي
إمبيرور فوشيمي (باليابانية: 伏見天皇) هو خطاط ياباني، ولد في 10 مايو 1265، وتوفي في 8 أكتوبر 1317.